# Riff (Geographie)

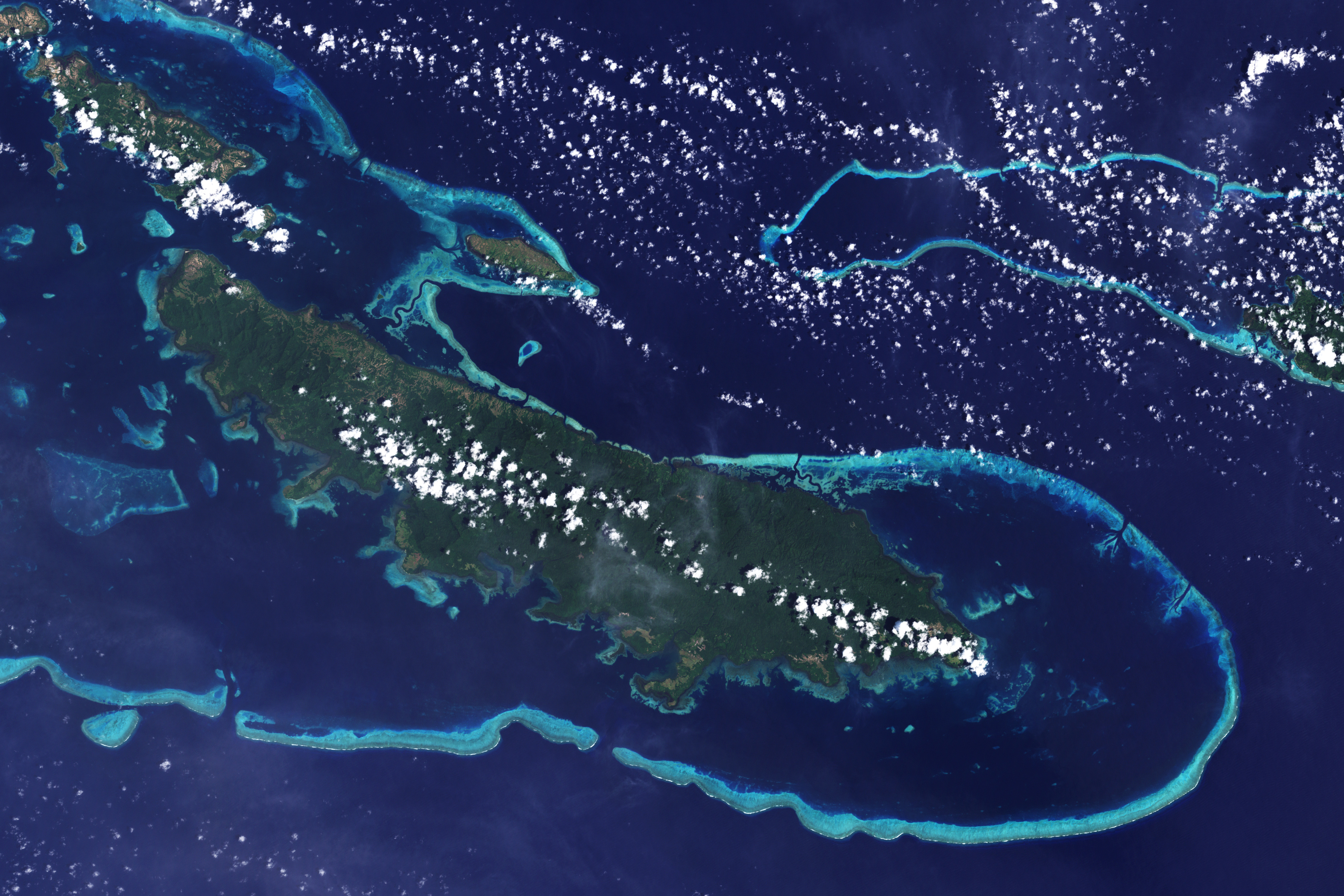
Satellitenaufnahme der Insel Vanatinai mit deutlich erkennbarem Korallenriffsaum (hellblau)

Ein Riff (altnordisch rif „Rippe; Riff“) ist eine mehr oder weniger lang gestreckte Erhebung, die vom Gewässerboden in Richtung Gewässeroberfläche aufragt. Ein Riff kann tief unter der Wasseroberfläche liegen, bis an diese heranreichen oder auch darüber hinaus ragen. Bei dem Gewässer handelt es sich in aller Regel um ein Schelfmeer.

## Formen

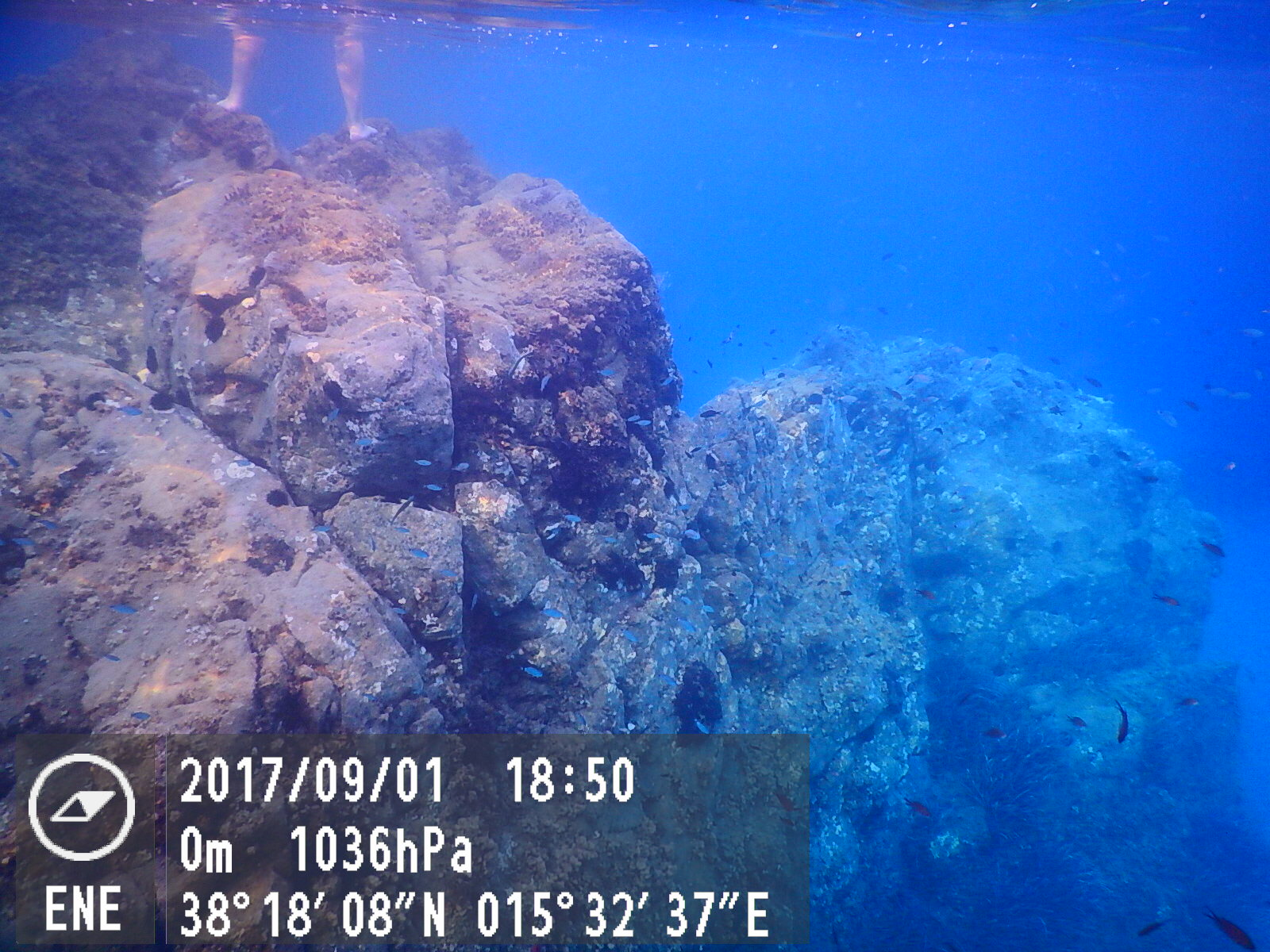
Belebtes Felsenriff als untermeerische Fortsetzung der Felsenküste bei Messina (Acquarone-Kliff), Sizilien

Es werden im Wesentlichen drei Formen unterschieden:
- Felsriffe bestehen aus solidem Fels unterschiedlichen Ursprungs; ragen sie über die Wasseroberfläche hinaus, werden sie auch Klippen genannt.
- Sandriffe bestehen aus zusammengespültem Sand (→ Sandbank).
- biogene Riffe  bestehen aus festsitzenden marinen Organismen mit Kalkskelett, die aufeinander wachsen und dadurch im Laufe der Zeit mächtige Kalksteinkörper bilden.

### Biogene Riffe
Während Felsen- und Sandriffe in der Regel nur dann so genannt werden, wenn sie eine Untiefe bilden oder die Gewässeroberfläche durchstoßen, wird der Begriff bei biogenen Riffen auch dann benutzt, wenn sie relativ weit unterhalb der Gewässeroberfläche liegen. Hier hat der Begriff „Riff“ nicht nur einen geomorphologischen, sondern auch einen ökologischen Bezug: „Riff“ als Bezeichnung für einen Lebensraum bzw. ein Ökosystem. In diesem Sinne werden auch Erhebungen, die aus solidem Fels bestehen und keine Untiefe bilden, jedoch dicht mit wirbellosen Tieren ohne Kalkskelett besetzt sind, „Riffe“ genannt.
Dies sind jedoch keine biogenen Riffe im eigentlichen Sinn, denn „biogen“ bedeutet, dass der Riffkörper von wirbellosen Tieren, sogenannten Riffbildnern, gebaut worden ist. Die bekanntesten biogenen Riffe sind Korallenriffe. Sie werden überwiegend aus Kolonien von Steinkorallen aufgebaut. Das Great Barrier Reef vor der Nordostküste Australiens ist vermutlich das populärste Beispiel für einen Korallenriffkomplex. Kleinere Riffe können auch durch andere festwachsende Tiere gebildet werden, z. B. Austernriffe. In Meeresregionen, in denen riffbildende Organismen leben, können Riffe durch Eingriff des Menschen entstehen (→ Künstliches Riff).
Im Laufe der Erdgeschichte hatte jede Epoche ihre bevorzugten Riffbildner. Bereits vor 2–3 Milliarden Jahren, im Präkambrium, entstanden durch die Tätigkeit von Blaualgen die sogenannten Stromatolithen, die zu relativ großen, riffartigen Gebilden auswachsen konnten (Blaualgen sind noch heute untergeordnet am Riffbau beteiligt). Im Silur und Devon (ca. 440–360 mya) herrschten Stromatoporenriffe vor; während der Kreidezeit, vor ca. 100 Millionen Jahren, waren Muscheln mit korallenähnlichem Aussehen, die sogenannten Rudisten, bedeutende Riffbildner.
Biogene Riffe sind geologisch sehr bedeutsam. Die aus der biogenen Riffbildung hervorgehenden Gesteine werden als Riffkalke bezeichnet. Aufgeschlossene fossile Riffkomplexe finden sich als Massenkalke in fast allen Gebirgen, unter anderem in den Guadalupe Mountains in Texas, im Rheinischen Schiefergebirge in Westdeutschland und in den Dolomiten in Norditalien.
Tief im Untergrund liegende Massenkalke sind wichtige Speichergesteine für Erdöl und Erdgas.